# Joel Hokka
Joel Erik Salomon Hokka (ur. 5 października 1993 w Lahti) – fiński wokalista, gitarzysta, założyciel zespołu Blind Channel.

## Życiorys
Joel Hokka w dzieciństwie chciał zostać hokeistą. Muzyką zaczął interesować się w wieku 14 lat. Był gitarzystą grupy Scarm, ale ciągle pragnął założyć swój własny zespół. W 2013 roku dołączył do niego Joonas Porko, a następnie pozostali członkowie grupy. Wszyscy członkowie zespołu uczyli się w jednej szkole w Oulu – Madetojan musiikkilukio (liceum muzyczne im. Leeviego Madetoi). Hokka ukończył ją w 2013 roku. Jednym z zespołów, który jest największą inspiracją muzyka, jest Linkin Park. Opuścił zespół Blind Channel 26 kwietnia 2025 roku.